# Olympische Zwischenspiele 1906/Leichtathletik – 110 m Hürden (Männer)
Der 110-Meter-Hürdenlauf der Männer bei den Olympischen Zwischenspielen 1906 in Athen wurde am 1. Mai 1906 im Panathinaiko-Stadion entschieden. Tags zuvor gab es drei Vorläufe und einen Hoffnungslauf.

## Rekorde
| Weltrekord und olympischer Rekord | 15,4 s | Vereinigte Staaten | Alvin Kraenzlein | 1900 |

## Ergebnisse

### Vorläufe (30. April 1906)

#### 1. Vorlauf
| Platz | Athlet          | Land           | Zeit (s) |
| ----- | --------------- | -------------- | -------- |
| 1     | Hugo Friend     | USA            | 16,8     |
| 2     | Vincenz Duncker | Deutschland    | k. A.    |
| 3     | Wallis Walters  | Großbritannien | k. A.    |
|       | Georgios Zinon  | Griechenland   | k. A.    |
|       | Nándor Kovács   | Ungarn         | k. A.    |

Friend gewann den Vorlauf mit einem halben Yard Vorsprung.

#### 2. Vorlauf
| Platz | Athlet               | Land         | Zeit (s) |
| ----- | -------------------- | ------------ | -------- |
| 1     | Robert Leavitt       | USA          | 16,5     |
| 2     | Henri Molinié        | Frankreich   | k. A.    |
| 3     | Axel Ljung           | Schweden     | k. A.    |
|       | Alexandros Touferis  | Griechenland | k. A.    |
|       | Georgios Skoutaridis | Griechenland | k. A.    |

Der Vorsprung des Siegers ist nicht angegeben, es wird jedoch von einem leichten Sieg berichtet.

#### 3. Vorlauf
| Platz | Athlet              | Land           | Zeit (s) |
| ----- | ------------------- | -------------- | -------- |
| 1     | Alfred Healey       | Großbritannien | 16,5     |
| 2     | Georgios Isigonis   | Griechenland   | k. A.    |
|       | Harry Hillman       | USA            | k. A.    |
|       | Robert Schöffthaler | Österreich     | k. A.    |
|       | Pál Vargha          | Ungarn         | k. A.    |

Der Zweitplatzierte lag gegenüber dem Sieger deutlich zurück.

### Hoffnungslauf (30. April 1906)
| Platz | Athlet            | Land         | Zeit (s) |
| ----- | ----------------- | ------------ | -------- |
| 1     | Vincenz Duncker   | Deutschland  | 17,4     |
| 2     | Henri Molinié     | Frankreich   | k. A.    |
| 3     | Georgios Isigonis | Griechenland | k. A.    |

### Endlauf (1. Mai 1906)
| Platz | Athlet          | Land           | Zeit (s) |
| ----- | --------------- | -------------- | -------- |
| 1     | Robert Leavitt  | USA            | 16,2     |
| 2     | Alfred Healey   | Großbritannien | k. A.    |
| 3     | Vincenz Duncker | Deutschland    | k. A.    |
| 4     | Hugo Friend     | USA            | k. A.    |
| 5     | Henri Molinié   | Frankreich     | k. A.    |

Hugo Friend kam am besten aus den Startblöcken, doch schon an der ersten Hürde büßte er seine Führung ein. Leavitt und Healey lieferten sich einen Kopf-an-Kopf-Kampf. Healey führte an der letzten Hürde ganz knapp, wurde aber auf der verbleibenden Strecke noch von Leavitt überspurtet. Duncker verteidigte Platz drei knapp gegen den aufkommenden Friend. Die Abstände sind wie folgt angegeben: Healey einen Fuß hinter dem Sieger. Duncker und Friend ganz knapp dahinter, Molinié ein Yard hinter Friend.